# Мальцевгрезд
Мальцевгрезд — деревня в Сыктывдинском районе Республики Коми в составе сельского поселения Ыб.

## География
Расположена на левом берегу Сысолы на расстоянии примерно 36 км по прямой от районного центра села Выльгорт на юг.

## История
Известна с 1920 года как деревня с 47 дворами и 228 жителями. В 1970 году население составляло 252 человек, в 1979 — 180, в 1989 — 129; в 1992 году — 115 человек. В 1965 году в состав деревни официально включены деревни Кулига, Чалин и Эжавыв.

## Население
Постоянное население составляло 66 человек (коми 86 %) в 2002 году, 68 — в 2010.